# Aaron Gray
Aaron Michael Gray (* 7. Dezember 1984 in Tarzana, Kalifornien) ist ein ehemaliger US-amerikanischer Basketballspieler, der insgesamt sieben Spielzeiten in der National Basketball Association (NBA) aktiv war. Aufgrund einer Herzerkrankung musste er seine aktive Karriere vorzeitig beenden.

## Spielerkarriere

### Highschool und College
Gray war ein herausragender Center auf der Emmaus High School in Emmaus, Pennsylvania, bevor er von der University of Pittsburgh verpflichtet wurde. Auf der „Pitt“ wurde Gray für das Associated Press Third Team All-American nominiert.

### NBA
Gray wurde im NBA-Draft 2007 an 49. Stelle von den Chicago Bulls ausgewählt und gab sein Debüt in der NBA am 2. November 2007 gegen die Philadelphia 76ers. Seine bisher beste Leistung zeigte er am 16. April 2008 im Spiel gegen die Toronto Raptors als ihm mit 19 Punkten und 22 Rebounds in einer Spielzeit von 35 Minuten jeweils Karrierebestleistungen gelangen.
Am 26. Januar 2010 gaben die Bulls bekannt, dass Gray zu den New Orleans Hornets transferiert wird. Im Gegenzug erhielten sie Guard Devin Brown. Gray spielte bis zum Ende seines Vertrags im Sommer 2011 bei den Hornets. Zur Saison 2011/12 wechselte er zu den Toronto Raptors.
November 2013 wurde der Center von den Raptors zu den Sacramento Kings transferiert. Bis Ablauf seines Vertrages im Sommer 2014 lief Gray für die Kings auf. Er unterschrieb daraufhin bei den Detroit Pistons, wurde jedoch kurz vor Saisonbeginn entlassen.

## Trainerkarriere
Nachdem Gray aufgrund eines Blutgerinnsels im Herzen seine Karriere beendet hatte, wurde er von den Detroit Pistons als Assistenztrainer verpflichtet. Er blieb insgesamt drei Jahre, bis 2018, Co-Trainer der Pistons.